# Anthoni van Noordt
Anthoni van Noordt (c. 1619 – 23 de marzo de 1675) fue un compositor y organista holandés .

## Biografía
Nació en Ámsterdam y residió allí durante toda su vida. Fue el segundo de los cuatro hijos del carrillonista  Sybrand van Noordt y de Jannitgen Jacobs. El hermano mayor, Jacobus, también músico, fue organista de la Oude Kerk. El tercero, fue el pintor Jan van Noordt. En 1652 fue nombrado organista de la Nieuwezijdskapel y en 1664 de la Nieuwe Kerk hasta 1673.

## Obra
Solo se le conocen composiciones para órgano, publicadas como Tabulatuur-boeck van psalmen en fantasyen en 1659. Compuestas durante la reforma calvinista holandesa, van Noordt era organista pago de la ciudad de Amsterdam y dentro de una iglesia calvinista, en contra de la postura de la iglesia contra los órganos y la incorporación de música en la misa. La notación es en estilo anglo-holandés, que consta de pares de pentagramas de seis líneas con dos claves en cada uno, en combinación con tablatura alemana colocada debajo para la parte del pedal. 
El trabajo incluye salmos y fantasías. De los diez salmos, nueve incluyen variaciones. Adicional, hay seis composiciones en fantasía y fuga, representativos del uso del contrapunto barroco. Las variaciones de los salmos en el Tabulatuurboeck se basan principalmente en los salmos de las traducciones de Petrus Datheen de los textos de Calvino. A partir de 1568, después del primer sínodo calvinista holandés en Wesel, las congregasiones holandesas adoptaron esa traducción.
La aparición del Libro de Noordt fue inusual, pues no se conocen publicaciones similares de la época. Muestran la continuación de la tradicción del organista y compositor de Ámsterdam Jan Pieterszoon Sweelinck  (1562-1621), cuyas obras nunca se publicaron mientras vivió.
La música de Anthoni van Noordt representa la fuente más importante para teclado holandés de mediados del siglo XVII y proporciona información indispensable sobre la interpretación organística de su época.